# Het Ambacht Haalderen
Het Ambacht Haalderen (1947) is een Nederlandse onderneming in Haalderen, gespecialiseerd in het maken van huishoudelijk en sieraardewerk. 

## Geschiedenis
Het Ambacht werd na de Tweede Wereldoorlog opgericht als werkgelegenheidsproject voor jongeren die tijdens de oorlogsjaren geen beroepsopleiding hadden kunnen volgen. Doel was het bevorderen van de culturele en maatschappelijke belangen van Haalderen. Met subsidies en een lening van Volksherstel Gelderland, de provincie en de gemeente werd hiervoor een stichting opgericht. Initiatiefnemers waren onder anderen burgemeester Wilhelmus van Elk, pastoor Taeke van der Wey en G. Janssen sr. Het ambachtscentrum zou meerdere onderdelen krijgen, maar alleen de  pottenbakkerij kwam van de grond. 

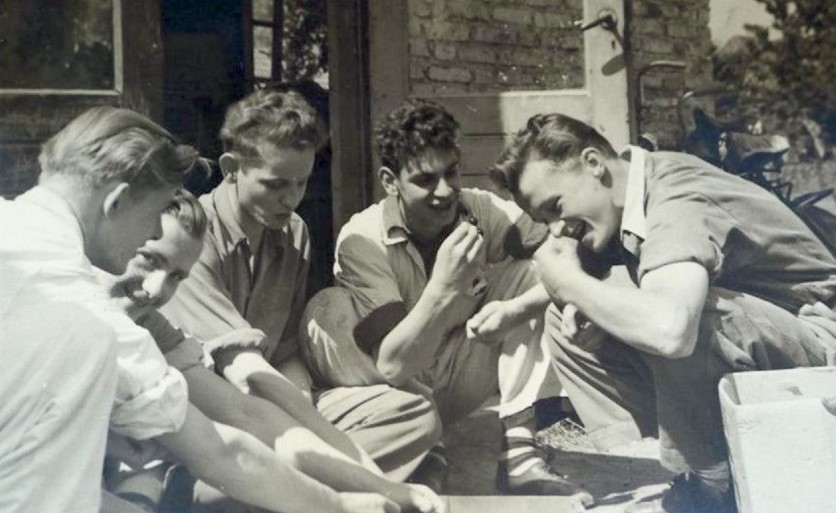
V.l.n.r. Thé van Loon, Jan Peters, Henk van Meurs, Wim van Dreumel en Joop Puntman (ca. 1950)

Er waren aanvankelijk vijf pottenbakkers in dienst, die huishoudelijk aardewerk maakten. Piet Kurstjens werkte er vanaf 1947 als instructeur, hij werd later opgevolgd door Peter Hinze. Na de komst van Joop Puntman werden er ook siervoorwerpen en muurplastieken gemaakt. Hij was van 1949 tot 1969 als ontwerper aan Het Ambacht verbonden. Andere medewerkers waren onder anderen Henk van Meurs en Kees Schoppema. Werk van Het Ambacht is gesigneerd met "Het Ambacht Haalderen" of "AMHA". 
Het Ambacht was oorspronkelijk gevestigd aan de Van der Mondeweg en trok in 1954 in de voormalige lagere school, waar de pottenbakkerij nog is gevestigd. De aanvankelijke stichting werd in 1970 een NV en later BV.

## Werken (selectie)
- Diogenes met de lamp (1948), Huissen, ontwerp van Kurstjens
- De levensweg (1964), Bemmel, ontwerp van Puntman
- De Haalderense mens en z'n werk (1965), Haalderen, ontwerp van Puntman
- Steigerend paardje (1971), Leusden, ontwerp van Puntman

## Afbeeldingen

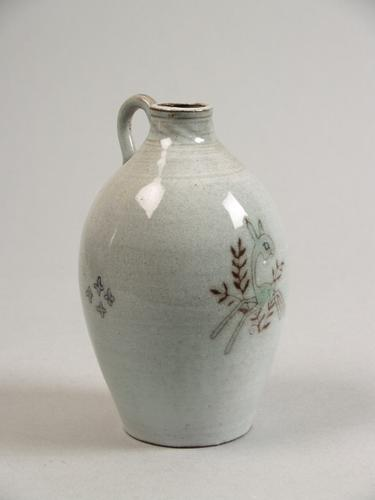
Het Ambacht Haalderen, Kan met floraal decor
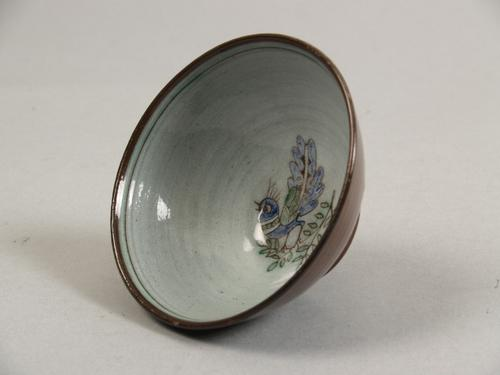
Het Ambacht Haalderen, Kom met floraal decor
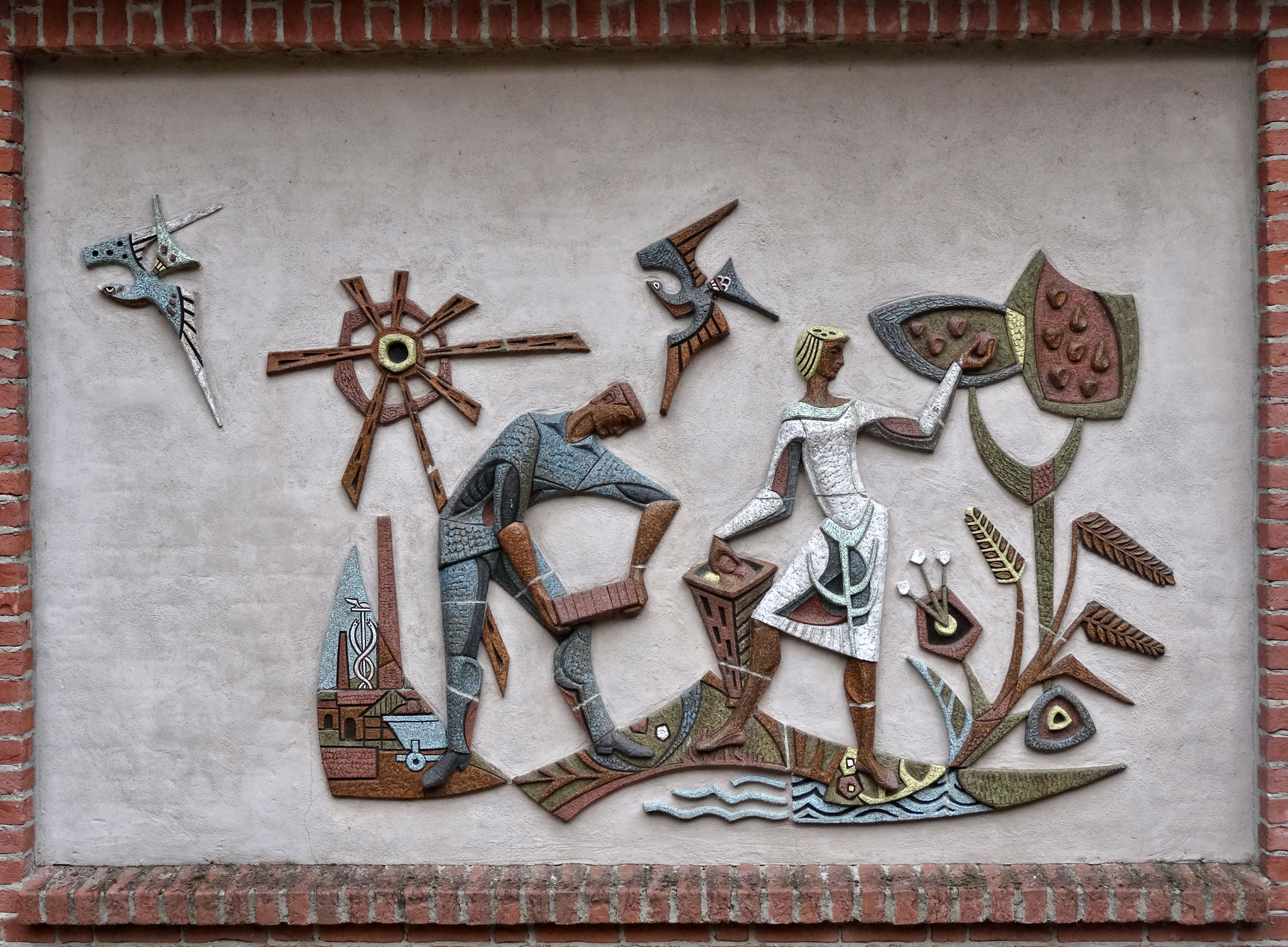
Joop Puntman, De Haalderense mens en z'n werk (1965)
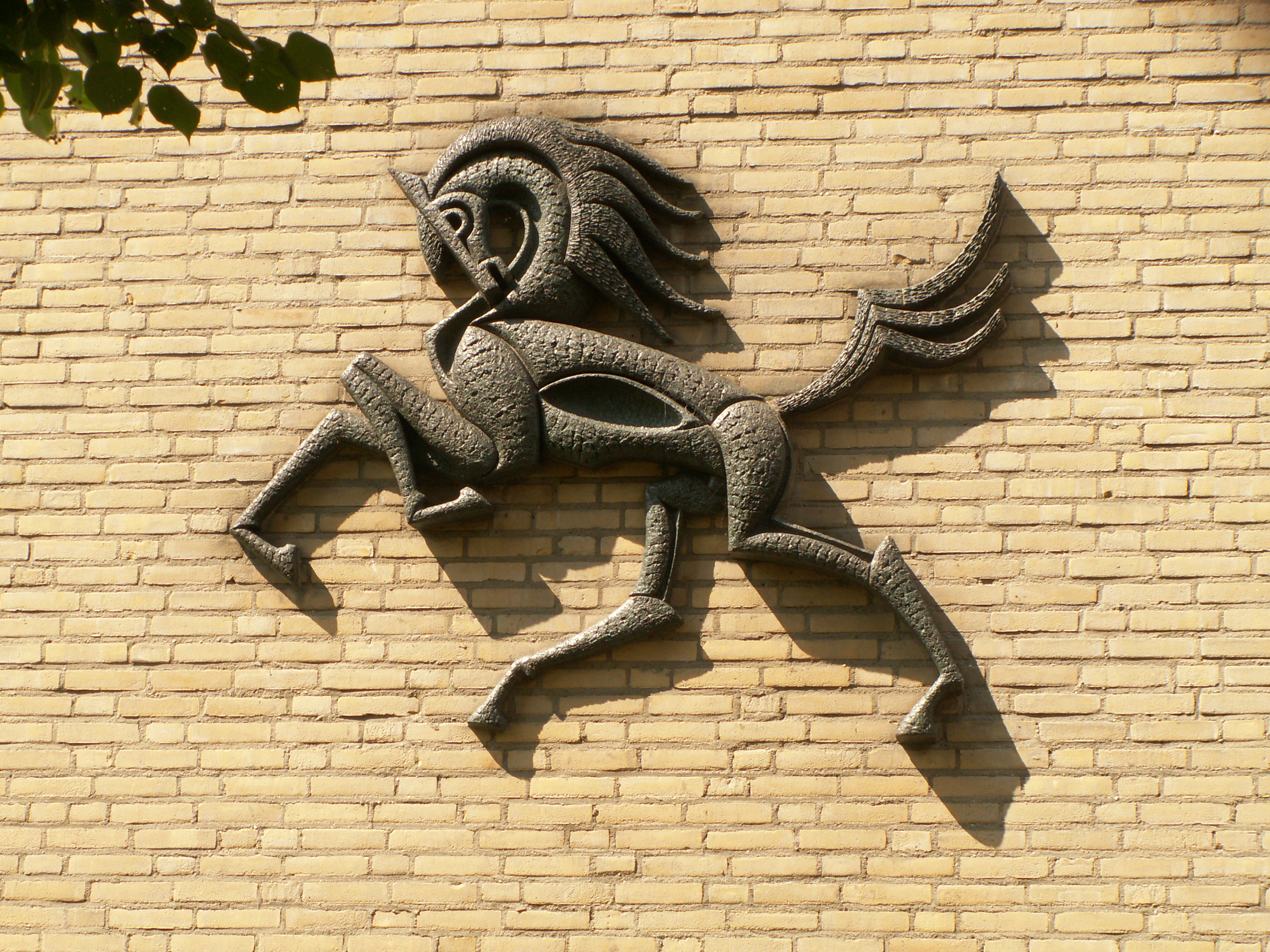
Joop Puntman, Steigerend paardje (1971)
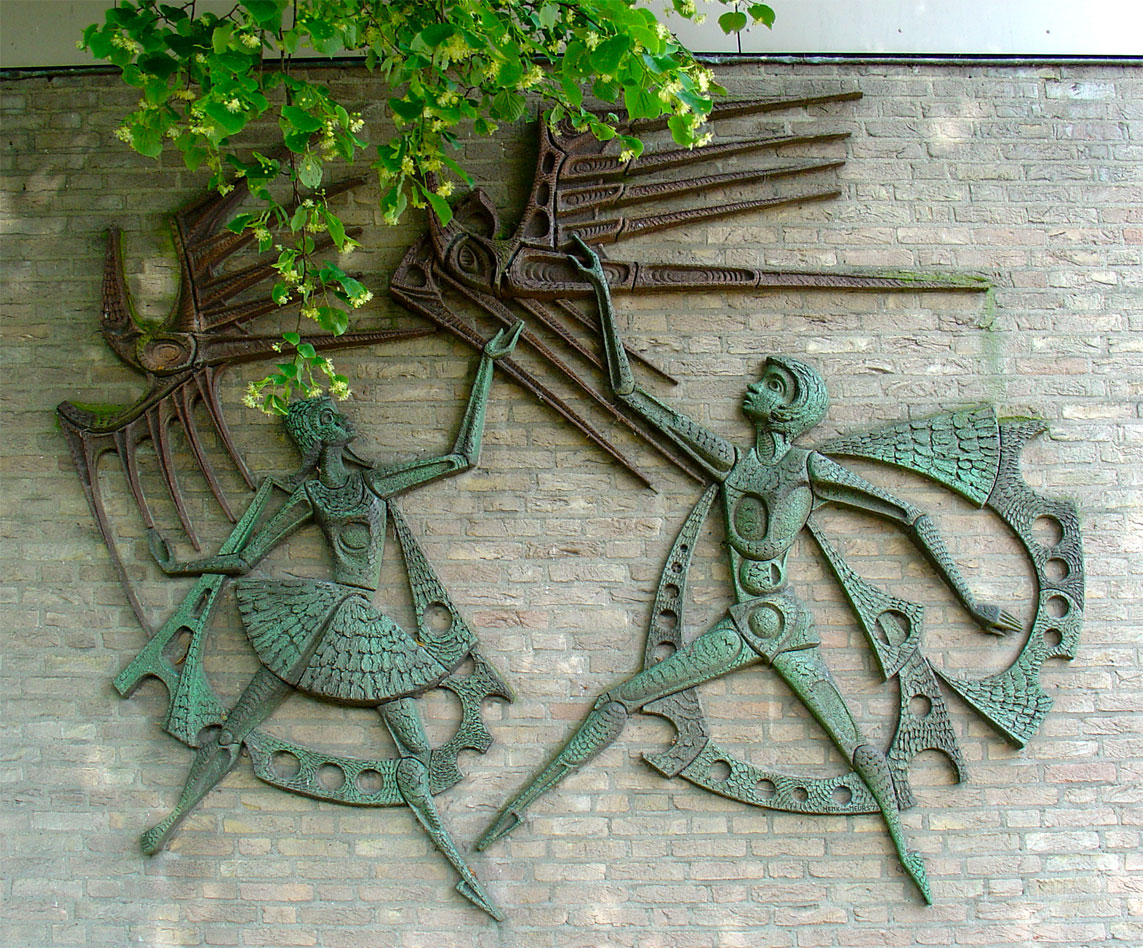
Henk van Meurs, Spelende kinderen (1973)